# Дрогобицький обласний комітет Комуністичної партії України
Дрогобицький обласний комітет Комуністичної партії України — орган управління Дрогобицькою обласною партійною організацією КП України (1939–1959 роки). Дрогобицька область утворена 27 листопада 1939 року. 21 травня 1959 року область ліквідована і передана до складу Львівської області.

## Обласні партійні конференції
- Перша Дрогобицька обласна партійна конференція 27—28.04.1940
- Друга Дрогобицька обласна партійна конференція 1—3.03.1948
- Третя Дрогобицька обласна партійна конференція 12—14.01.1949
- Четверта Дрогобицька обласна партійна конференція 4—5.02.1951
- П'ята Дрогобицька обласна партійна конференція 9—10.09.1952
- Шоста Дрогобицька обласна партійна конференція 17—18.02.1954
- Сьома Дрогобицька обласна партійна конференція 9.12.1955
- Восьма Дрогобицька обласна партійна конференція 20—21.12.1957
- Дев'ята Дрогобицька обласна партійна конференція 9.01.1959

## Перші секретарі обласного комітету (обкому)
- листопад 1939 — червень 1941 — Ткач Яків Микитович
- травень 1944 — грудень 1946 — Олексенко Степан Антонович
- затв. вересень 1947 — 27 вересня 1949 — Горобець Іван Григорович
- 27 вересня 1949 — 9 вересня 1952 — Олексенко Степан Антонович
- 9 вересня 1952 — червень 1956 — Гапій Дмитро Гаврилович
- червень 1956 — травень 1959 — Дружинін Володимир Миколайович

## Другі секретарі обласного комітету (обкому)
- листопад 1939 — червень 1941 — Загородний Олексій Григорович
- липень 1944 — 1947 — Горобець Іван Григорович
- затв. листопад 1947 — 7 вересня 1950 — Короленко Лука Ваніфатійович
- 7 вересня 1950 — 6 лютого 1951 — Штефан Михайло Миколайович
- 6 лютого 1951 — 23 липня 1955 — Устенко Андрій Іванович
- 23 липня 1955 — жовтень 1956 — Шелех Микола Родіонович
- жовтень 1956 — травень 1959 — Кащеєв Іван Андрійович

## Секретарі обласного комітету (обкому)
- листопад 1939 — червень 1941 — Заїка Павло Вікторович (3-й секретар)
- листопад 1939 — червень 1941 — Марсін Олександр Федорович (по кадрах)
- листопад 1939 — лютий 1941 — Сердюк Яків Трохимович (по пропаганді)
- лютий 1941 — червень 1941 — Круликовський Микола Гнатович (в.о. по пропаганді)
- березень 1941 — червень 1941 — Калюжний Микола Назарович (по промисловості)
- березень 1941 — червень 1941 — Поета Федір Тихонович (по нафтовій промисловості)
- 10 червня 1941 — червень 1941 — Хижняк Дмитро Савович (по транспорту)
- березень 1944 — 27 вересня 1948 — Лисенко Степан Степанович (3-й секретар)
- квітень 1944 — жовтень 1945 — Дейнеко Андрій Никифорович (по пропаганді)
- липень 1944 — листопад 1947 — Короленко Лука Ваніфатійович (по кадрах)
- жовтень 1945 — лютий 1948 — Богданов Григорій Савелійович (по пропаганді)
- затв. листопад 1947 — 7 вересня 1950 — Штефан Михайло Миколайович (по кадрах)
- березень 1948 — 23 липня 1955 — Шелех Микола Родіонович (по пропаганді)
- 27 вересня 1948 — 7 вересня 1950 — Зеленчук Олександр Григорович (3-й секретар)
- 7 вересня 1950 — 6 лютого 1951 — Орленко Петро Васильович
- 7 вересня 1950 — вересень 1952 — Гриша Олександр Іванович
- 6 лютого 1951 — жовтень 1951 — Тарнавський Ілля Євстахійович
- жовтень 1951 — вересень 1952 — Резніченко Костянтин Федорович
- липень 1954 — 23 липня 1955 — Макаренко Микола Васильович
- жовтень 1954 — травень 1959 — Куценко Віктор Петрович (по сільському господарству)
- 23 липня 1955 — травень 1959 — Ніколаєнко Василь Сидорович
- вересень 1955 — жовтень 1956 — Кащеєв Іван Андрійович

## Заступники секретарів обласного комітету (обкому)
- липень 1944 — листопад 1948 — Чуприленко Ілля Петрович (заст. секретаря обкому по транспорту)
- 1944 (затверджений червень 1945) — листопад 1948 — Поета Федір Тихонович (заст. секретаря обкому по нафтовій промисловості)
- 1944 (затверджений липень 1945) — листопад 1946 — Рожков Панас Васильович (заст. секретаря обкому по промисловості)
- затверджений листопад 1945 — листопад 1948 — Дудников Діонісій Григорович (заст. секретаря обкому по будівництву і будматеріалах)
- затверджений листопад 1946 — листопад 1948 — Гриша Олександр Іванович (заст. секретаря обкому по торгівлі і громадському харчуванню)
- затверджений листопад 1946 — листопад 1948 — Щолоков Пилип Онисимович (заст. секретаря обкому по промисловості)